# Maison Aira
La maison Aira (en finnois : Aira-talo), est un bâtiment construit à Jyväskylä en Finlande.

## Description
Près du centre-ville de Jyväskylä, le long de la rue Tapionkatu, à côté du  Harju et de la place du marché, se trouve la maison Aira conçue par Alvar Aalto. Il s'agit d'une maison de trois étages à pignons en briques plâtrées.
La maison Aira, achevée en 1926, est le premier grand immeuble résidentiel de Jyväskylä.
Il compte 18 appartements.
La maison Aira a été construite à l'origine à l'usage des cheminots.
Sur le plan architectural, Il représente le classicisme nordique des premières productions d'Alvar Aalto dans les années 1920.
La façade en briques est antérieure aux immeubles résidentiels rationalistes d'Alvar Aalto des années 1930, mais gagne du caractère grâce à des détails subtils, tels que la coloration de style pompéien des avant-toits, les descentes pluviales décorées en spirale et l'éclairage en forme de lanterne sur les portes extérieures.
Ainsi, le classicisme rigoureux est allégé par les détails décoratifs : décorations sur les portes et gouttières côté cour, portes ouvrant vers l'intérieur et murs intérieurs inclinés.
Dans ce bâtiment de trois étages et trois escaliers, les 18 appartements avaient la même taille et la même base. En plus d'un grand salon et d'une chambre, les appartements disposaient d'une cuisine spacieuse et de toilettes. Les particularités des appartements étaient les niches semi-circulaires pour porte-manteaux et une petite fausse perspective composée dans le couloir entre les deux pièces.
Il y a une illusion selon laquelle la distance entre les pièces est plus longue, selon Mari Murtoniemi, conférencière du musée Alvar Aalto

## Galerie

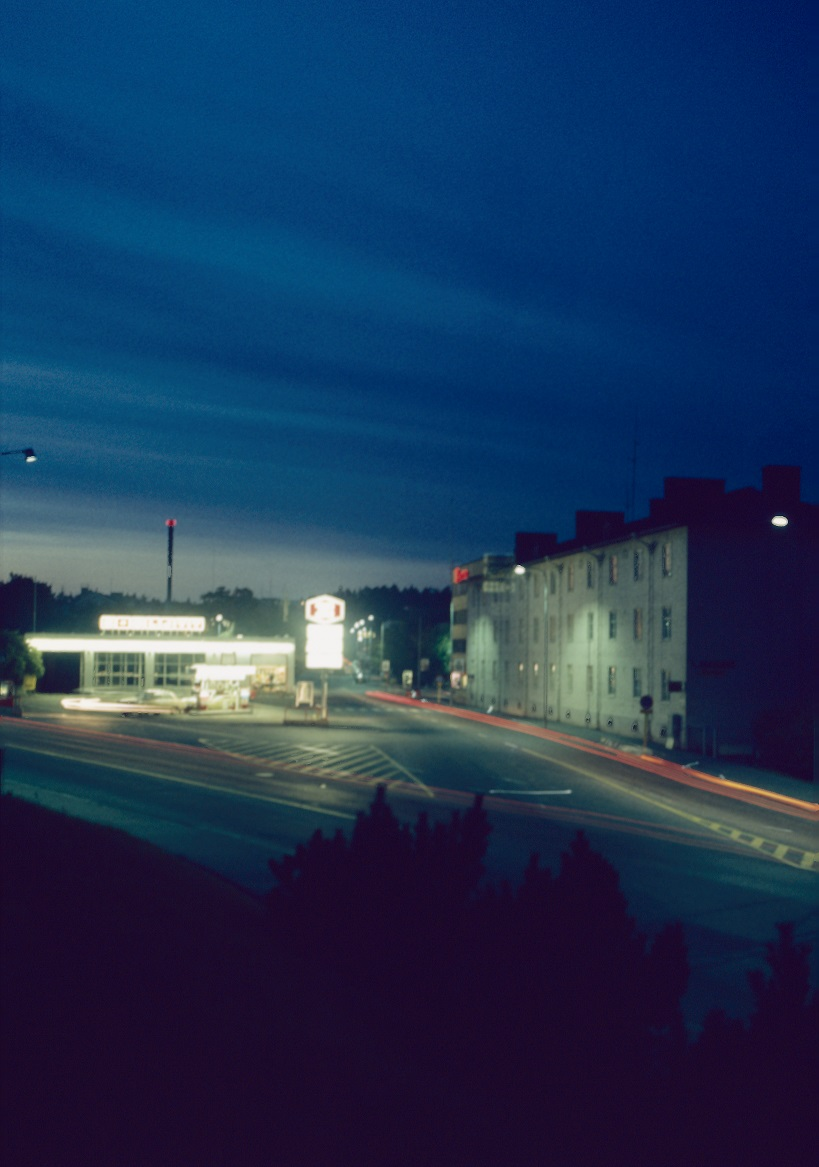